# Сабик (гора)
Сабик — гора на Среднем Урале, в Шалинском районе Свердловской области, в окрестностях посёлка Староуткинска. Высота горы 531 метр — это одна из самых высоких вершин на Среднем Урале.

## Общее описание
Гора расположена на безымянном хребте внутри излучины на реки Дарьи, на левом берегу, приблизительно в 5 километрах на северо-восток от места впадения Дарьи в Чусовую в черте Староуткинска. Склоны покрыты темнохвойным лесом. Имеются интересные обнажения.

## Охранный статус
Гора и покрывающие её леса являются особо охраняемой природной территорией регионального значения — ландшафтным памятником природы Общая площадь памятника 200 га. Статус определён Постановлением правительства Свердловской области № 41-ПП от 17.01.2001 года «Об установлении категорий, статуса и режима особой охраны особо охраняемых природных территорий областного значения и утверждении перечней особо охраняемых природных территорий, расположенных в Свердловской области» и последующим Постановлением правительства Свердловской области от 10.08.2017 № 584-ПП. Гора находится на территории природного парка «Река Чусовая».

## Топоним
Название может происходить либо от башкирского слова сабыу — «рубить», с суффиксом -ык, что означает рубленный, по форме склонов горы, или из обско-угорских языков: от хантыйского сапык, сапек, сопек, либо мансийского сопак — это заимствованное из русского слово «сапог».